# WoltLab Burning Board
WoltLab Burning Board (neoficiální akronym: WBB) je proprietární software pro internetové diskuzní fórum. Je vyvíjen německou firmou WoltLab v programovacím jazyce PHP.

## Historie
Marcel Werk, dnešní generální ředitel WoltLab GmbH, na začátku roku 2001 vyvinul software pro diskuzní fórum, založený na PHP a databázovém systému MySQL. Od 16. května 2001 byl software Burning Board nabídnut zdarma ke stažení ve verzi 1.0 Beta 2. Dne 13. listopadu 2001 Marcel Werk a Arian Glander založili společnost Werk a Glander GbR, kterou 18. srpna 2003 přejmenovali na WoltLab GmbH. Arian Glander byl do 31. prosince 2009 zástupce generálního ředitele WoltLab GmbH.
Od verze 3 Burning Board obsahuje framework WoltLab Community Framework (WCF). Zdrojový kód jádra WCF je licencován pod open source licencí LGPL.

## Historie verzí
| Legenda: | Stará verze | Stará verze, stále podporovaná | Aktuální verze | Budoucí verze |
| -------- | ----------- | ------------------------------ | -------------- | ------------- |

### Bezplatné verze
| Verze    | Datum vydání       | Kódové jméno | WFC verze | Významné změny | Nejnovější verze | Nejnovější verze   |
| -------- | ------------------ | ------------ | --------- | -------------- | ---------------- | ------------------ |
| 1.0      | 2001               |              | -         |                | 1.2              | 10. listopadu 2002 |
| Lite 1.0 | léto 2004          |              | -         |                | Lite 1.0.2 pl3   |                    |
| Lite 2.0 | 20. května 2008    | Nova         | 1.0       |                | Lite 2.0.1       |                    |
| Lite 2.1 | 11. listopadu 2010 | Aurora       | 1.1       |                | Lite 2.1.1       | 7. dubna 2011      |

### Placené verze
| Verze | Datum vydání      | Kódové jméno | WFC verze | Významné změny | Nejnovější verze | Nejnovější verze  |
| ----- | ----------------- | ------------ | --------- | -------------- | ---------------- | ----------------- |
| 2.0   | 23. března 2002   |              | -         |                | 2.3.6 pl2        | 16. března 2007   |
| 3.0   | 25. července 2007 | Sunrise      | 1.0       |                | 3.0.9 pl1        | 16. srpna 2009    |
| 3.1   | 14. října 2009    | Volcano      | 1.1       |                | 3.1.8            | 30. července 2013 |
| 4.0   | 12. prosince 2013 | Dragon       | 2.0       |                | 4.0.12           | 2. září 2015      |
| 4.1   | 1. března 2015    | Meteor       | 2.1       |                | 4.1.12           | 18. října 2016    |